# Odlewnia Ursus w Lublinie
Odlewnia Ursus w Lublinie – odlewnia żeliwa w Lublinie działająca w latach 1972–2000. Jeden z największych zakładów tego typu w Polsce, do lat 90 XX wieku największy w Europie. Pracowało tam do 10 tys. pracowników.

## Historia
Odlewnia żeliwa została wybudowana w latach 70 XX wieku. Inwestycja PRL rozpoczęła się w 1972 roku, trwała 11 lat, z przeznaczeniem dla całego przemysłu motoryzacyjnego. Na jej realizację zaciągnięto dług w wysokości 75 milionów USD. Należała niegdyś do Fabryki Samochodów Ciężarowych w Lublinie, w późniejszych latach do Zrzeszenia Przemysłu Ciągnikowego – „URSUS”. 
Powstała ogromna dwupoziomowa hala wybudowana na powierzchni 12 ha. Poziom zero mierzący 9 metrów wysokości – tu docierały torami kolejowymi wagony ze złomem, a wyjeżdżały z gotowymi odlanymi elementami.
Poziom dziewięć, to już 13-metrowej wysokości hala. Obie kondygnacje zostały połączone ze sobą betonową rampą, po której wjeżdżały ciężarówki z materiałami. Osiem pieców o łącznej pojemności prawie 100 ton służyło do wytopu surówki.
Inwestycja nie została w pełni ukończona, uzyskano 40 proc. zakładanej zdolności produkcyjnej. Okres świetności zakładu to koniec lat 80 XX w. To czas największego zatrudnienia około 3 tys. pracowników, a mimo tego zakład osiągnął jedynie 40% zdolności produkcyjnej. Przemiany gospodarcze początku lat 90 XX wieku sprawiły, że lubelskie przedsiębiorstwa państwowe zaczęły borykać się z problemami finansowymi. W 2000 r. odlewnię postawiono w stan likwidacji.

## Problemy odlewni
Już w 1991 roku produkcja w fabryce zatrzymywała się kilkukrotnie. Nieopłacone należności z tytułu energii elektrycznej spowodowały przerwy w dostawie prądu dla zakładu. W roku 1998 straty jakie przysparzał zakład sięgały 3,5 miliona PLN miesięcznie. W pierwszym kwartale 1999 roku próbę reanimacji podjęła firma Centrostal, kupując upadające przedsiębiorstwo za 8 milionów złotych. Ulokowano 23 milionów złotych by postawić na nogi borykającą się z problemami finansowymi odlewnię ale nie przyniosło to pozytywnego efektu. We wrześniu 1999 roku wygaszono piece. Trzy miesiące później zaczęto zwalniać zatrudnionych w tym momencie 1100 pracowników. W 2000 roku postawiono zakład w stan likwidacji. Na terenie hali odbywało się pozyskiwanie złomu. W 2008 r. hala została całkowicie rozebrana, pozostał budynek biurowy. Znajduje się tam kilka zdewastowanych budynków (baseny w podziemiach) z możliwością wejścia na dach.

## Kradzież kobaltu Co 60
4 listopada 2010 roku Państwowa Agencja Atomistyki poinformowała, że z nieczynnej odlewni żeliwa Ursus zniknęło siedem pojemników z radioaktywnym kobaltem. Poszukiwaniami zajmowała się Policja i Agencja Bezpieczeństwa Wewnętrznego. Zagrożenie było o tyle duże, że w wypadku uszkodzenia lub rozbicia pojemnika mogło dość do skażenia promieniotwórczego. Po dwóch latach śledztwa prokuratura je umorzyła uznając, że pojemniki zostały oddane na złom, a radioaktywna substancja jest niegroźna.